# Arturo Chaires
Arturo Chaires Riso (* 14. März 1937 in Guadalajara; † 18. Juni 2020), bekannt unter dem auf sein vorausgegangenes Theologiestudium bezogenen Spitznamen „el Cura“ (dt.: der Pfarrer bzw. der Geistliche), war ein mexikanischer Fußballspieler, der von 1960 bis 1971 für Chivas Guadalajara spielte und Teil jener legendären Mannschaft war, die in den neun Jahren zwischen 1957 und 1965 siebenmal mexikanischer Meister wurde und den Beinamen „Campeonísimo“ erhielt.

## Karriere
Chaires, dessen Aufgabengebiet zeitlebens in der Abwehr lag, begann seine Profikarriere 1960 bei Chivas Guadalajara und zeigte stets einen unermüdlichen Einsatz für den Verein. Dabei zog er sich eine Reihe von Verletzungen zu. So erlitt er unter anderem einen Bruch des linken Schlüsselbeins, drei Rippenbrüche auf der linken Seite und den Bruch eines Mittelfußknochens. Außerdem renkte er sich die linke Schulter aus (auffallend ist, dass sämtliche genannten Verletzungen auf derselben Körperseite aufgetreten sind) und musste zwei Jahre lang mit einem verletzten Fußknöchel spielen.
Er wollte nie für einen anderen Verein spielen und blieb sich bis zuletzt treu. Nachdem Guadalajara ihn 1971 auf die Transferliste gesetzt hatte, entschied er sich, seine Karriere zu beenden. Diese Entscheidung machte ihn zu einem vollkommenen Idol der Chivas-Gemeinde.
Chaires gab sein Länderspieldebüt am 29. Oktober 1961 gegen Paraguay und bestritt bis 1967 insgesamt 24 Länderspiele. „El Cura“ wurde sowohl für die WM 1962 als auch für die WM 1966 nominiert. Während er 1962 noch in der Zuschauerrolle bleiben musste, durfte er 1966 alle drei Spiele der mexikanischen Nationalmannschaft bestreiten.

## Erfolge
- Mexikanischer Meister: 1961, 1962, 1964, 1965, 1970
- Mexikanischer Supercup: 1961, 1964, 1965, 1970
- Pokalsieger: 1963, 1970
- CONCACAF-Champions’-Cup-Sieger: 1962